# It Must Be Heaven
Pour plus de détails, voir Fiche technique et Distribution.
It Must Be Heaven ou C'est ça le paradis ? au Québec (إن شئت كما في السماء, En shita kama fi el-sama), est un film palestinien réalisé par Elia Suleiman, sorti en 2019.

## Synopsis
Le film se compose d'une succession de 30 à 50 scènes, d'abord à Nazareth, puis à Paris, New-York, Montréal et enfin, la dernière à Nazareth.
Chacune présente ou « surprend » le personnage d'Elia Suleiman confronté à un environnement plus ou moins décalé de la réalité.
La seule apparition silencieuse et perplexe de Suleiman force l'autre à parler, pour s'excuser, se raconter, questionner.
Par exemple, à Nazareth, il habite au premier étage d'une maison, entend des bruits dans son jardin, se déplace sur le balcon, observe ce qui s'y déroule : le fils du voisin s'excuse ou ne s'excuse pas, cueille des citrons, taille le citronnier, arrose le grand citronnier, puis le petit qu'a planté Suleiman.
Un fil conducteur est la situation professionnelle et/ou artistique de Suleiman, cinéaste reconnu, cherchant des idées de scénario, proposant justement cette série de petites histoires à des producteurs, français (Vincent Maraval) ou nord-américains et se voyant opposer des refus attendus : « pas dans notre ligne, pas assez palestinien, [...] ça pourrait tout aussi bien se passer ici ».

## Scènes
Sauf dans quelques scènes d'extérieur, les rues désertes rendent l'apparition d'êtres vivants d'autant plus intrigante, burlesque, à la Keaton ou à la Tati.
Suleiman, muet, s'exprime par le regard fixe sur l'interlocuteur, le plissement du front, éventuellement un déplacement du corps. La seule fois où il parle, c'est pour répondre à un chauffeur de taxi américain, soupçonneux, intrigué, peut-être inquiet, qui lui demande d'où il vient : « de Nazareth. [...] Je suis Palestinien ». Et le chauffeur, vite enthousiasmé, lui offre la course et téléphone à sa femme : « Devine... Je suis avec un Palestinien... Nazareth... Jésus-Christ... »

### Palestine
Le film commence par une cérémonie religieuse chrétienne chantée en arabe, avec une procession vers les deux portes de la partie consacrée, que deux acolytes refusent d'ouvrir, comme le prévoit le cérémonial.
Dans son appartement, il arrose régulièrement un petit citronier en pot et, au son du clocher voisin, remet sa grande horloge à l'heure.
Dans un restaurant, Suleiman, seul à sa table, boit un verre d'arak (ou équivalent), alors qu'à la table d'à côté, deux frères qui boivent du whisky reprochent au tenancier d'avoir présenté à leur sœur un plat qu'elle trouve un peu trop aigrelet. Les verres se lèvent, se boivent et se reposent strictement en simultané.
À une terrasse de café, Suleiman observe deux policiers en scooter qui s'arrêtent pour fumer une cigarette, pendant qu'un homme pisse dans un coin puis fracasse une bouteille sur un mur, sans que personne n'intervienne.
Dans sa propre rue, son voisin revient d'une chasse aux alouettes ou aux perdrix et lui raconte un épisode de sa vie.
Sur une route de campagne, Suleiman conduisant une voiture est rejoint par une voiture de patrouille israélienne : on voit d'abord, à l'avant, deux soldats israéliens s’échangeant nonchalamment leurs lunettes de soleil et, ensuite, on découvre qu'à l'arrière est assise une femme aux yeux bandés.
À la campagne, Suleiman observe la technique particulière d'une porteuse d'eau, chargée de deux vasques de cuivre remplies.
Dans l'avion qui lui fait quitter le Proche-Orient, Suleiman voit par le hublot l'aile de l'avion s'assouplir dangereusement, tandis que surviennent des bruits surprenants.

### Europe / France / Paris
Suleiman, assis à une terrasse, saisit les mouvements d'une vingtaine de mannequins « si français » : corps, visages, regards, mines...
La nuit, Suleiman observe, en face de sa chambre d'hôtel, un étage de grand magasin de prêt à porter où, sur un écran, se déroule un défilé de mode : des mannequins avancent face à la caméra, puis s'écartent.
Un jour, Suleiman voit de sa chambre d'hôtel, un jeune homme courir avec bruit dans la rue vide, balancer sous l'unique voiture en stationnement, un bouquet de roses rouges et disparaître. S'ensuit la chorégraphie de trois policiers en mono-roue électrique autour de la voiture, puis s'en allant dans un délicieux accompagnement sonore.
Suleiman dans la rue, observe deux hommes qui courent, pourchassés par un autre trio de policiers, cette fois en patins à roulettes, le quintet filant vers une ruelle d'où sort, peu après, une femme en fauteuil roulant électrique, pourchassée par petit chien blanc échappé.
Un véhicule de maraude du Service d'aide médicale urgente vient proposer comme dans un avion un plateau repas à un sans-abri sur son bout de trottoir.
Ville déserte, devant le siège de la Banque de France passent, annoncés par un grondement sourd, une file de chars comme pour une répétition de défilé du 14 juillet. Cela est confirmé par le passage ultérieur de la Patrouille de France.
À un croisement de la ville déserte, un couple d'Asiatiques sort d'un taxi avec deux valisettes et s'approche de Suleiman : « Are you Brigitte ? » puis « We are looking for Brigitte. »
Dans le métro, quelques scènes au passage du portillon, sur les quais (avec des vigiles en face, avec le passager tatoué).
Suleiman assis à une terrasse, est entouré d'une équipe de 4 policiers municipaux (ou équivalents) mesurant la terrasse afin de vérifier de la conformité d'autorisation et d'installation.

### Amérique du Nord / New-York / Montréal
Dans une supérette, tous les clients, hommes, femmes, enfants, personnes âgées, circulent avec des armes automatiques (fusil-mitrailleur et autres armes militaires...). D'un taxi sort un couple avec enfant. L'homme retire du coffre un bazooka (ou équivalent).
Dans Central Park (ou équivalent), une jeune femme dotée d'ailes angéliques factices, dévoile un drapeau palestinien peint sur son torse et est dès lors poursuivie par six policiers équipés de couvertures, sans que cela dérange trop les (in)activités des personnes alentour.
Plusieurs fois, Suleiman, seul dans des rues vides, est surpris et gêné par le passage dans le ciel d'hélicoptères de surveillance.
Dans le salon d'accueil d'une maison de production, Gael García Bernal présente à une productrice, « son ami Suleiman, un réalisateur palestinien, mais ses films sont drôles ». Il part avec la productrice qui n'a montré aucune curiosité pour le travail de Suleiman.
Dans un bar, un soir, un homme se met à danser seul un air oriental, nostalgique.
À l'aéroport, après le portique de détection, deux voyageurs sont orientés à gauche et le troisième, Suleiman, à droite. L'agent de sécurité lui passe un détecteur de métaux portatif sur les parties du corps. Suleiman se prête au jeu, mais tourne un peu trop vite le corps, manque de renverser l'agent deux fois, lui emprunte son détecteur et se livre à un époustouflant numéro de jonglage.

### Retour en Palestine
Le petit citronier a bien poussé, grâce à l'arrosage du fils du voisin.
Suleiman observe à nouveau la porteuse d'eau, cette fois lorsqu'elle va la puiser, ses récipients étant encore vides.
Une nuit, Suleiman examine une jeunesse palestinienne mixte, qui danse dans une atmosphère de boîte de nuit internationale.

## Fiche technique
- Titre français : It Must Be Heaven
- Titre québécois : C'est ça le paradis
- Titre original : إن شئت كما في السماء, En shita kama fi el-sama
- Réalisation et scénario : Elia Suleiman
- Photographie : Sofian El Fani
- Montage : Véronique Lange
- Sociétés de production : Rectangle Productions, Pallas Film, Nazira Films, Possibles Media, Zeynofilm
- Sociétés de distribution : Le Pacte (France), Maison 4:3 (Canada)
- Décors : Caroline Adler
- Costumes : Alexia Crisp-Jones et Éric Poirier
- Pays de production : France, Canada
- Format : Couleurs - 35 mm
- Genre : comédie
- Durée : 97 minutes
- Dates de sortie :
  - France : 24 mai 2019 (festival de Cannes 2019)
  - France :  4 décembre 2019 (sortie nationale)

## Distribution
- Elia Suleiman : lui-même
- Ali Suliman : le fou
- Grégoire Colin : l'homme dans le métro
- Gael García Bernal : lui-même
- Nancy Grant : la productrice
- Vincent Maraval : le producteur
- Stephen McHattie : le tireur de cartes
- Kwasi Songui (en) : le chauffeur de taxi
- Guy Sprung (en) : le professeur
- Mathieu Samaille : le pilote d'Air France
- François Girard : policier
- Basil McKenna : policier
- Robert Higden : policier
- Sebastien Beaulac : policier
- Aldo Lopez : policier
- Stephen Mwinga : policier
- Holden Wong : policier
- Jérôme Roze : policier gyroroue
- Gabrielle Mankiewicz : le réceptionniste
- Alain Dahan : l'officier de l'immigration
- Yumi Narita : femme japonaise
- Kengo Saito : homme japonais
- Natascha Wiese
- Claire Dumas: femme ambulance

## Production

### Musique
Les chansons suivantes composent la bande originale du film.
| 1.  | El Massih kaam       | Yasmine Hamdan                       |  |
| 2.  | Naoueït Adari        | Asmahan                              |  |
| 3.  | Dollas (main mix)    | Drew Gilbert                         |  |
| 4.  | Shaghalony           | Abdel Halim Hafez                    |  |
| 5.  | Bahlam maak          | Nagat                                |  |
| 6.  | Offering             | Ravi Shankar et Philip Glass         |  |
| 7.  | Wesh Pelo            | DJ Hamida feat. L.E.C.K. et Laly Rai |  |
| 8.  | Arabiyon Ana         | Yuri Mrakadi                         |  |
| 9.  | Wireless             | Rafael Santti                        |  |
| 10. | Sambre et Meuse      |                                      |  |
| 11. | Bésame mucho         | Consuelo Velázquez                   |  |
| 12. | Khamrat El Hob       | Sabah Fakhri                         |  |
| 13. | Darkness             | Leonard Cohen                        |  |
| 14. | I Put a Spell on You | Nina Simone                          |  |

## Accueil

### Critique
- En France, le site Allociné recense une moyenne des critiques presse de 4⁄5[3].

- Pour Véronique Cauhapé du Monde : « le cinéaste signe un conte burlesque qui suit l'itinéraire d'un Palestinien confronté à la marche bancale du monde [...] et se contente de constater que la violence observée en Palestine s'est étendue au-delà des endroits reculés du monde[4]. »

- Pour Marcos Uzal de Libération : « Enfin des nouvelles d'Elia Suleiman [...] et elles sont plus qu'excellentes : It Must Be Heaven est formidable[5]. »

- Pour Sophie Benamon de Première : « ce qu'il réussit parfaitement, c'est sa mise en scène. D'une précision folle, ses cadres sont d’authentiques bijoux de composition. [...] On est ravi en tout cas de voir que le cinéaste a retrouvé la grâce qui faisait la réussite d'Intervention Divine[6]. »
- Dans les Cahiers du cinéma, Florence Maillard estime que « c'est surtout la partie parisienne, la plus longue et la plus réussie, qui apporte au film une dimension satirique cinglante, plus encore qu'une construction d'ensemble plus théorique et évasive, moins percutante que ces quelques séquences à la fois drôles, sèches et glaçantes[7]. »

## Distinctions
- Festival de Cannes 2019 : 
  - Mention spéciale du jury[8]
  - Prix FIPRESCI (compétition officielle)[9]
- Prix Lumières de la presse internationale 2020 : Meilleure coproduction internationale